# Elvin Hayes
Elvin Ernest Hayes (Rayville, 17 de novembro de 1945) é um ex-jogador de basquetebol norte-americano. Entrou para o Naismith Memorial Basketball Hall of Fame em 1990 e foi eleito um dos 50 grandes jogadores da história da NBA.
Hayes foi o cestinha da liga na temporada de 1968–69, sua temporada como novato. É o único novato na história a liderar a NBA em pontos em sua primeira temporada. E é o quinto novato com maior média de pontos de todos os tempos.

## Carreira universitária

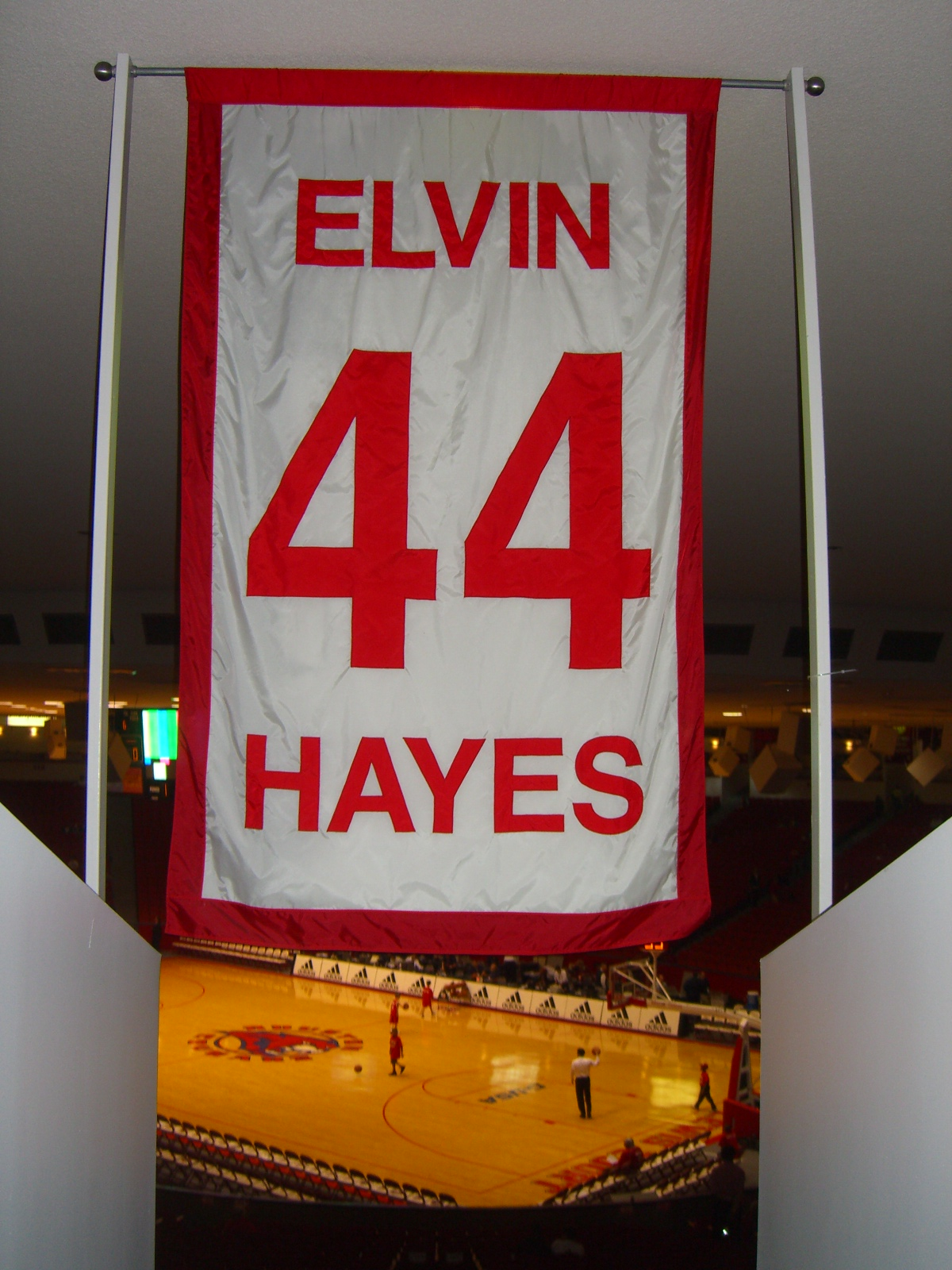
Um dos cinco números aposentados da Universidade de Houston, o número 44 de Hayes está no Fertitta Center.

Em 1966, Hayes liderou a Universidade de Houston até as semifinais regionais ocidentais do Torneio da NCAA de 1966.
Em 1967, Hayes liderou a equipe até o Final Four do Torneio da NCAA de 1967. Ele registrou 25 pontos e 24 rebotes em uma derrota por 73-58 para o eventual campeão UCLA de Lew Alcindor (agora conhecido como Kareem Abdul-Jabbar).
Em 20 de janeiro de 1968, Hayes e o Houston enfrentaram Alcindor e a UCLA no primeiro jogo televisionado da temporada regular do basquete universitário. Diante de um público recorde de 52.693 torcedores no Houston Astrodome, Hayes registrou 39 pontos e 15 rebotes, limitando Alcindor a apenas 15 pontos, enquanto Houston venceu a UCLA por 71-69 para quebrar a sequência de 47 vitórias dos Bruins no que tem sido chamado de "Jogo do Século".

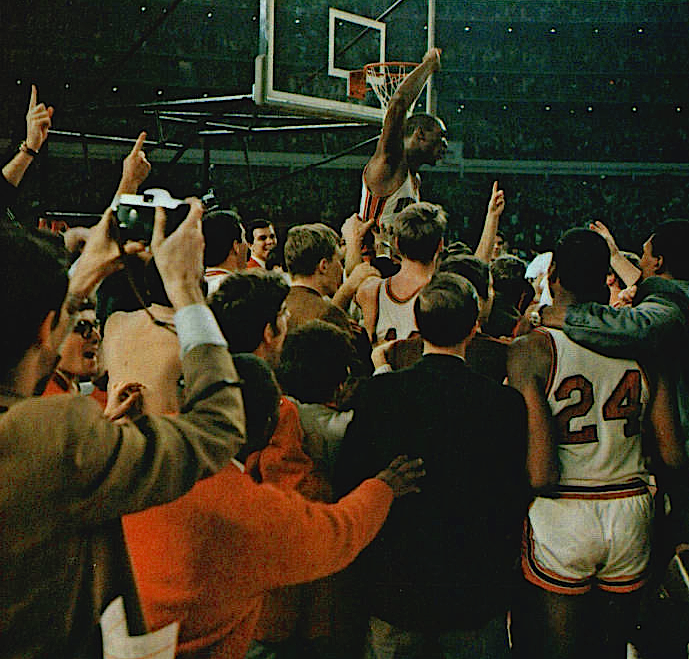
Hayes, de Houston, na celebração de vitória após o jogo contra UCLA no Jogo do Século no Astrodome.

Na revanche do "Jogo do Século", Hayes enfrentou Alcindor e UCLA no Torneio da NCAA de 1968 no Los Angeles Memorial Sports Arena. Hayes fez 10 pontos e perdeu para Alcindor e os Bruins por 101-69.
Hayes liderou Houston em pontuação em cada uma das três temporadas (1966: 27,2 pontos, 1967: 28,4 pontos e 1968: 36,8 pontos). Em sua carreira universitária, Hayes teve médias de 31,0 pontos e 17,2 rebotes. Ele tem o maior número de rebotes na história do torneio da NCAA com 222.
Após sua saída da universidade, Hayes foi selecionado como a primeira escolha geral do Draft da NBA de 1968 e do Draft da ABA de 1968 da ABA. Ele foi escolhido pelo San Diego Rockets e pelo Houston Mavericks, respectivamente.

## Carreira na NBA

### San Diego/Houston Rockets
Hayes entrou na NBA com o San Diego Rockets em 1968 e passou a liderar a liga na pontuação com 28,4 pontos. Ele também teve média de 17,1 rebotes e foi nomeado para a Equipe de Novatos da NBA. A média de pontuação de Hayes é a quinta melhor de todos os tempos para um novato e ele continua sendo o último novato a liderar a NBA em média de pontuação. Ele marcou 54 pontos contra o Detroit Pistons em 11 de novembro de 1968.
Na segunda temporada de Hayes, ele liderou a NBA em rebotes, tornando-se o primeiro jogador além de Bill Russell ou Wilt Chamberlain a liderar a categoria desde 1957 (Chamberlain se machucou durante grande parte da temporada). Na terceira temporada de Hayes, 1970-71, ele teve média de 28,7 pontos e 16.6 rebotes.
Em 1971, os Rockets mudaram-se para Houston, permitindo que Hayes jogasse na cidade de seus triunfos universitários.

### Baltimore/Capital/Washington Bullets
Hayes foi adquirido pelo Baltimore Bullets em troca de Jack Marin em 23 de junho de 1972.

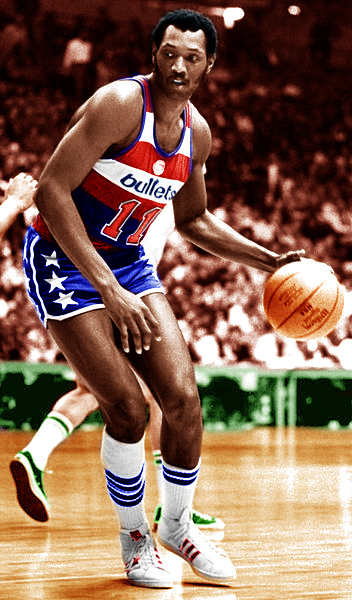
Hayes com os Bullets em 1975

Hayes e Wes Unseld levaram o Washington Bullets a três finais da NBA (1975, 1978 e 1979) e um título da NBA sobre o Seattle SuperSonics em 1978. Durante a temporada do título (1978), ele teve médias de 21,8 pontos e 12,1 rebotes em 21 jogos de playoffs.

### Retorno aos Rockets
Desejando terminar sua carreira no Texas e de preferência em Houston, Hayes foi enviado de volta para os Rockets em troca de Charles Davis e Sidney Lowe em 8 de junho de 1981.

## Depois do basquete

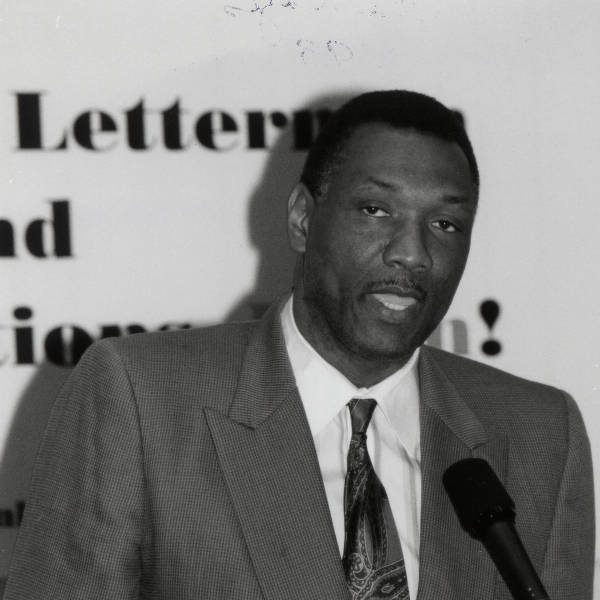
Hayes na Universidade de Houston

Pouco depois de terminar sua carreira na NBA, Hayes retornou à Universidade de Houston para terminar as últimas 30 horas de crédito de sua graduação. Quando entrevistado sobre a experiência, Hayes mencionou: "Joguei 16 anos de basquete profissional, mas esta é a coisa mais difícil que já fiz."
Em novembro de 2007, Hayes tornou-se um oficial da Reserva da Polícia, realizando um sonho de infância. Em 22 de novembro de 2010, foi anunciado que ele serviria como analista em transmissões de rádio de jogos da Universidade de  Houston no KBME de Houston.

## Estatísticas e honrarias
Em sua carreira com o San Diego/Houston Rockets e o Baltimore/Capital/Washington Bullets, Hayes jogou 1.303 jogos em 16 temporadas, registrando 27.313 pontos (13º na história) e 16.279 rebotes (sexto na história). Ele é o maior pontuador de todos os tempos do Washington Bullets/Wizards. Hayes jogou em 12 jogos consecutivos do All-Star Game da NBA de 1969 a 1980.
Hayes foi eleito para o Naismith Memorial Basketball Hall of Fame em 1990 e nomeado para o time do 50º Aniversário da NBA durante a temporada de 1996-97 da NBA. Ele boicotou o Hall da Fama a partir de 1990 e se recusou a retornar até que Guy Lewis, seu treinador na Universidade de Houston, foi admitido.
Em 2003, Hayes foi introduzido no Hall da Fama de Breitbard, que homenageia os melhores atletas de San Diego.

### Estatísticas gerais
| † | Campeão da temporada                |
|   | Líder da liga                       |
|   | MVP da temporada regular/campeonato |
|   | Recorde da história da NBA          |

### NBA
Temporada Regular
| Ano      | Equipe       | PJ   | PT | MPJ  | AP   | 3P   | LL   | RT   | AS  | BR  | TO  | PPJ  |
| -------- | ------------ | ---- | -- | ---- | ---- | ---- | ---- | ---- | --- | --- | --- | ---- |
| 1968–69  | San Diego    | 82   | —  | 45.1 | .447 | —    | .626 | 17.1 | 1.4 | —   | —   | 28.4 |
| 1969–70  | San Diego    | 82   | —  | 44.7 | .452 | —    | .688 | 16.9 | 2.0 | —   | —   | 27.5 |
| 1970–71  | San Diego    | 82   | —  | 44.3 | .428 | —    | .672 | 16.6 | 2.3 | —   | —   | 28.7 |
| 1971–72  | Houston      | 82   | —  | 42.2 | .434 | —    | .649 | 14.6 | 3.3 | —   | —   | 25.2 |
| 1972–73  | Baltimore    | 81   | —  | 41.3 | .444 | —    | .671 | 14.5 | 1.6 | —   | —   | 21.2 |
| 1973–74  | Capital      | 81   | —  | 44.5 | .423 | —    | .721 | 18.1 | 2.0 | 1.1 | 3.0 | 21.4 |
| 1974–75  | Washington   | 82   | —  | 42.3 | .443 | —    | .766 | 12.2 | 2.5 | 1.9 | 2.3 | 23.0 |
| 1975–76  | Washington   | 80   | —  | 37.2 | .470 | —    | .628 | 11.0 | 1.5 | 1.3 | 2.5 | 19.8 |
| 1976–77  | Washington   | 82   | —  | 41.0 | .501 | —    | .687 | 12.5 | 1.9 | 1.1 | 2.7 | 23.7 |
| 1977–78  | Washington † | 81   | —  | 40.1 | .451 | —    | .634 | 13.3 | 1.8 | 1.2 | 2.0 | 19.7 |
| 1978–79  | Washington   | 82   | —  | 37.9 | .487 | —    | .654 | 12.1 | 1.7 | 0.9 | 2.3 | 21.8 |
| 1979–80  | Washington   | 81   | —  | 39.3 | .454 | .231 | .699 | 11.1 | 1.5 | 0.8 | 2.3 | 23.0 |
| 1980–81  | Washington   | 81   | —  | 36.2 | .451 | .000 | .617 | 9.7  | 1.2 | 0.8 | 2.1 | 17.8 |
| 1981–82  | Houston      | 82   | 82 | 37.0 | .472 | .000 | .664 | 9.1  | 1.8 | 0.8 | 1.3 | 16.1 |
| 1982–83  | Houston      | 81   | 43 | 28.4 | .476 | .500 | .683 | 7.6  | 2.0 | 0.6 | 1.0 | 12.9 |
| 1983–84  | Houston      | 81   | 4  | 12.3 | .406 | .000 | .652 | 3.2  | 0.9 | 0.2 | 0.3 | 5.0  |
| Carreira | Carreira     | 1303 | —  | 38.4 | .452 | .147 | .670 | 12.5 | 1.8 | 1.0 | 2.0 | 21.0 |
| All-Star | All-Star     | 12   | 4  | 22.0 | .403 | .000 | .647 | 7.7  | 1.4 | 0.4 | 0.5 | 10.5 |

Playoffs
| Ano      | Equipe       | PJ | PT | MPJ  | AP   | 3P   | LL   | RT   | AS  | BR  | TO  | PPJ  |
| -------- | ------------ | -- | -- | ---- | ---- | ---- | ---- | ---- | --- | --- | --- | ---- |
| 1969     | San Diego    | 6  | —  | 46.3 | .526 | —    | .660 | 13.8 | 0.8 | —   | —   | 25.8 |
| 1973     | Baltimore    | 5  | —  | 45.6 | .505 | —    | .697 | 11.4 | 1.0 | —   | —   | 25.8 |
| 1974     | Capital      | 7  | —  | 46.1 | .531 | —    | .707 | 15.9 | 3.0 | 0.7 | 2.1 | 25.9 |
| 1975     | Washington   | 17 | —  | 44.2 | .468 | —    | .677 | 10.9 | 2.2 | 1.5 | 2.3 | 25.5 |
| 1976     | Washington   | 7  | —  | 43.6 | .443 | —    | .582 | 12.6 | 1.4 | 0.7 | 4.0 | 20.0 |
| 1977     | Washington   | 9  | —  | 45.0 | .428 | —    | .695 | 13.6 | 1.9 | 1.1 | 2.4 | 21.0 |
| 1978     | Washington † | 21 | —  | 41.3 | .491 | —    | .594 | 13.3 | 2.0 | 1.5 | 2.5 | 21.8 |
| 1979     | Washington   | 19 | —  | 41.4 | .429 | —    | .669 | 14.0 | 2.0 | 0.9 | 2.7 | 22.5 |
| 1980     | Washington   | 2  | —  | 46.0 | .390 | .000 | .800 | 11.0 | 3.0 | 0.0 | 2.0 | 20.0 |
| 1982     | Houston      | 3  | —  | 41.3 | .340 | .000 | .533 | 10.0 | 1.0 | 0.7 | 3.3 | 14.0 |
| Carreira | Carreira     | 96 | —  | 43.3 | .464 | .000 | .652 | 13.0 | 1.9 | 1.1 | 2.6 | 22.9 |

## Prêmios e Homenagens

### Como Jogador
- Membro do Naismith Basketball Hall of Fame: 1990
- National Basketball Association:
  - Campeão da NBA: 1978
  - NBA Scoring Champion:  1969
  - 12 vezes NBA All-Star: 1969, 1970, 1971, 1972, 1973, 1974, 1975, 1976, 1977, 1978, 1979, 1980;
  - 6 vezes All-NBA Team:
    - Primeiro Time: 1975, 1977, 1979;
    - Segundo Time: 1973, 1974, 1976;

  - NBA All-Rookie Team:
    - Primeiro Time: 1969

  - 2 vezes Líder em rebotes da NBA: 1970 e 1974;
  - Um dos 50 grandes jogadores da história da NBA
  - Camisa 11 aposentada pelo Washington Wizards
  - Camisa 44 aposentada pelo Houston Cougars